# Santo Niño (South Cotabato)
Santo Niño is een gemeente in de Filipijnse provincie South Cotabato op het eiland Mindanao. Bij de laatste census in 2007 had de gemeente ruim 38 duizend inwoners.

## Geografie

### Bestuurlijke indeling
Santo Niño is onderverdeeld in de volgende 10 barangays:
| - Ambalgan - Guinsang-an - Katipunan - Manuel Roxas - Panay | - Poblacion - Sajaneba - San Isidro - San Vicente - Teresita |

## Demografie
Santo Niño had bij de census van 2007 een inwoneraantal van 38.400 mensen. Dit zijn 2.172 mensen (6,0%) meer dan bij de vorige census van 2000. De gemiddelde jaarlijkse groei komt daarmee uit op 0,81%, hetgeen lager is dan het landelijk jaarlijks gemiddelde over deze periode (2,04%). Vergeleken met de census van 1995 is het aantal mensen met 6.297 (19,6%) toegenomen.

De bevolkingsdichtheid van Santo Niño was ten tijde van de laatste census, met 38.400 inwoners op 86,2 km², 372,4 mensen per km².